# Universal Soldier 3 – Blutiges Geschäft
Universal Soldier 3 – Blutiges Geschäft ist die zweite Fortsetzung zu Roland Emmerichs Universal Soldier. Ebenso wie sein direkter Vorgänger Universal Soldier 2 – Brüder unter Waffen wurde der Film direkt für das Fernsehen inszeniert. Die Handlung des Films schließt nahtlos an den zweiten Teil an.

## Handlung
Gegen Ende des zweiten Teils hat Luc Deveraux' Bruder John sich zunehmend seiner menschlichen Existenz erinnert und schließlich sein Leben geopfert, um Luc alias „GR44“ und die Fernsehnachrichtensprecherin Veronica Roberts zu retten. Mit diesem Rückblick startet auch der dritte Teil. Durch einen Verrat des stellvertretenden CIA-Direktors wird das im vorangegangenen Film nur scheinbar zerstörte „UniSol“-Programm neu gestartet. Er will mit einer neu geschaffenen Einheit eine Ladung Goldbarren stehlen, die als Reparation für den Holocaust nach Israel gehen sollen. Dafür setzt der stellvertretende CIA-Direktor auf die Hilfe des Wissenschaftlers Dr. Walker, der aus Erics DNS einen Klon wachsen lässt.
Luc Devereaux und Roberts setzen ihre Versuche fort, die Einheit der „Universal Soldiers“ zu entlarven. Nachdem eine Geiselnahme Veronica Roberst versehentlich zur Mordverdächtigen und zur Flüchtigen macht, setzt sich das Duo aus der Stadt ab und versteckt sich. Dabei kommen sie unter anderem nach Kanada, wo Roberts sich mit ihrem ehemaligen Vorgesetzten Charles trifft und um dessen Hilfe bittet. Allerdings wird die „Cyberwealth Conference“, auf der sich die beiden treffen und von der Charles berichtet, von Terroristen gekapert. Roberts soll die Forderungen der Terroristen vorlesen, damit diese nicht enttarnt werden. Luc Devereaux indes tötet die geiselnehmenden Terroristen, gibt damit aber auch seinen Aufenthaltsort preis. Drei der getöteten Terroristen werden später als Universal Soldiers wiederbelebt. Im weiteren Verlauf gelingt es Luc Deveraux, einen der Universal Soldiers gefangen zu nehmen und von ihm die Informationen bezüglich des geplanten Goldraubes zu erhalten. Deveraux' Bruder, der neben dessen DNS auch dessen vollständiges Gedächtnis erhalten hat, soll Luc und Veronica Roberts töten. Das Ende des Films wird vergleichsweise offen gehalten und deutet an, dass auch Bill Clinton ein Universal Soldier ist.

## Kritik
Das Lexikon des internationalen Films schrieb: „Wiederholte (Fernseh-)Fortsetzung einer martialischen Geschichte, die sich in pausenlosen Actioneinlagen ergeht.“
Bei der deutschen Fernsehzeitung TV Spielfilm kam das Werk in der – wie üblich kurz gehaltenen – Kritik vergleichsweise schlecht weg. Nach drei knappen Sätzen als Inhaltsangaben lautet das Verdikt: „Der bleihaltige Nachklapp lotet nun das "romantische Potenzial" der Story aus - jetzt reicht's wirklich!“.
In dem Buch „Spinegrinder: The Movies Most Critics Won't Write about“ wurde der Film schlicht als „wirklich langweilige zweite TV-Fortsetzung“ (englisch „really dull second tv sequel“) angekanzelt.
Der Rezensent von kino.de hielt in seinem abschließenden Fazit dagegen wohlwollend fest: „Dritter Teil der „Universal Soldier“-Saga, der auch ohne Van Damme Actionspaß und Thrill bietet.“

## Hintergrund
Der Film entstand im gleichen Jahr wie der direkte Vorgänger Universal Soldier 2 – Brüder unter Waffen, an den Universal Soldier 3 – Blutiges Geschäft inhaltlich nahtlos anschließt. Die Darsteller Matt Battaglia, (Luc Deveraux / GR44), Chandra West (Veronica Roberts) und Burt Reynolds (Mentor / CIA Deputy Director) wiederholten dabei ihre Rollen. Im ersten, schlicht mit Universal Soldier betitelten Teil der Reihe waren Jean-Claude Van Damme und Ally Walker in den Rollen des Luc Deveraux respektive der Veronica Roberts zu sehen.
Ein Jahr nach der Produktion der Teile 2 und 3 – und sieben Jahre nach dem ursprünglichen Film – entstand 1999 mit Universal Soldier – Die Rückkehr ebenfalls eine Fortsetzung des Originalstoffes. Diese wurde jedoch für das Kino produziert und Jean-Claude Van Damme übernahm dabei die Hauptrolle. Die Ereignisse aus Universal Soldier 2 und Universal Soldier 3 wurden in diesem Film vollständig ignoriert.
Im englischen Original spielt Burt Reynolds die Rolle von Mentor bzw. des stellvertretenden CIA-Direktors mit einem starken irischen Akzent.
Für die TV-Premiere auf Sat.1 wurde der Film um 3 Minuten und 3 Sekunden gekürzt, um die Freigabe ab 16 Jahren zu erhalten. 17 Szenen waren von den Schnitten betroffen. Mit einer Laufzeit von 1 Stunden, 32 Minuten und 48 Sekunden ist die deutsche FSK18-Fassung 1 Minute und 55 Sekunden kürzer als die ungeschnittene US-Fassung des Films. Insgesamt 14 Schnittszenen wurden konstatiert.